# Open 3D Engine
Open 3D Engine est un moteur de jeu 3D gratuit et open-source développé par Open 3D Foundation, une filiale de la Linux Foundation, et distribué sous la licence open source Apache 2.0. La version initiale du moteur est une version mise à jour d' Amazon Lumberyard, fournie par Amazon Games .

## Partenaires
Les partenaires ont été recrutés sur la base des ressources, de l'expertise et de la motivation pour favoriser une communauté open source autonome pour O3DE. Ces partenaires incluent Accelbyte, Adobe, Apocalypse Studios, Audiokinetic, Backtrace.io, Carbonated, Futurewei, GAMEPOCH, Genvid Technologies, Hadean, Huawei, HERE Technologies, Intel, International Game Developers Association, Kythera AI, Niantic, Open Robotics, PopcornFX, Red Hat, Rochester Institute of Technology, SideFX, Tafi, TLM Partners et Wargaming.
Les membres Premier sont Adobe, AWS, Epic Games, Huawei, Intel, Microsoft, Niantic et Tencent (avec la marque LightSpeed Studios).